# Llano Grande (Durango)
Llano Grande es una localidad del estado mexicano de Durango. Es parte del municipio de Durango.

## Demografía
| Gráfica de evolución demográfica |
|                                  |

| Censo | Población |
| ----- | --------- |
| 1900  | 216       |
| 1910  | 36        |
| 1921  | 304       |
| 1930  | 190       |
| 1940  | 286       |
| 1950  | 580       |
| 1960  | 880       |
| 1970  | 998       |
| 1980  | 1 436     |
| 1990  | 1 806     |
| 2000  | 2 072     |
| 2010  | 1 938     |
| 2020  | 1 707     |